# Ellis Stouffer
Ellis Bagley Stouffer (Melbourne, Iowa, 7 de novembro de 1884 – Lawrence, Kansas, 24 de novembro de 1965) foi um matemático estadunidense, especialista em geometria diferencial projetiva.

## Biografia
Stouffer obteve os graus de bacharel e mestre na Universidade Drake em Des Moines. Obteve em 1911 um Ph.D. em matemática na Universidade de Illinois em Urbana-Champaign, orientado por Ernest Julius Wilczynski, com a tese Invariants of Linear Differential Equations, with Applications to Ruled Surfaces in Five-Dimensional Space.
Foi palestrante convidado do Congresso Internacional de Matemáticos em Bolonha (1928).

## Publicações selcionadas
- «Semivariants of a General System of Linear Homogeneous Differential Equations». Proc Natl Acad Sci U S A. 6 (11): 645–648. Novembro de 1920. PMC 1084668. PMID 16576551. doi:10.1073/pnas.6.11.645
- «Semi-covariants of a General System of Linear Homogeneous Differential Equations». Proc Natl Acad Sci U S A. 7 (9): 273–276. Setembro de 1921. PMC 1084893. PMID 16576605. doi:10.1073/pnas.7.9.273
- «On the independence of principal minors of determinants». Trans. Amer. Math. Soc. 26: 356–368. 1924. MR 1501282. doi:10.1090/s0002-9947-1924-1501282-2
- «A Simple Derivation of Kronecker's Relation among the Minors of a Symmetric Determinant». Proc Natl Acad Sci U S A. 12 (1): 63–64. Janeiro de 1926. PMC 1084400. PMID 16576961. doi:10.1073/pnas.12.1.63
- «Singular ruled surfaces in space of five dimensions». Trans. Amer. Math. Soc. 29: 80–95. 1927. MR 1501377. doi:10.1090/s0002-9947-1927-1501377-6
- «Some canonical forms and associated canonical expressions in projective differential geometry». Bull. Amer. Math. Soc. 34 (3): 290–302. 1928. MR 1561552. doi:10.1090/s0002-9904-1928-04556-1
- with Ernest P. Lane: «Recent developments in projective differential geometry». Bull. Amer. Math. Soc. 34 (4): 453–472. 1928. MR 1561588. doi:10.1090/s0002-9904-1928-04563-9
- «On the contact of two space curves». Bull. Amer. Math. Soc. 38 (6): 415–419. 1932. MR 1562410. doi:10.1090/s0002-9904-1932-05411-8
- «A Geometrical Determination of the Canonical Quadric of Wilczynski». Proc Natl Acad Sci U S A. 18 (3): 252–255. Março de 1932. PMC 1076202. PMID 16587672. doi:10.1073/pnas.18.3.252